# Xenoencyrtus hemipterus
Xenoencyrtus hemipterus är en stekelart som först beskrevs av Girault 1915.  Xenoencyrtus hemipterus ingår i släktet Xenoencyrtus och familjen sköldlussteklar. Inga underarter finns listade i Catalogue of Life.